# Kateřina Svitková
Kateřina Svitková (Plzeň, 20 marzo 1996) è una calciatrice ceca, attaccante dello Slavia Praga e della nazionale ceca.

## Carriera

### Club
Dopo aver iniziato la carriera giocando nelle formazioni giovanili femminili del Viktoria Plzeň, dalla stagione 2013-2014 Kateřina Svitková si trasferisce allo Slavia Praga dove viene subito inserita in rosa con la squadra titolare facendo il suo debutto in I. liga žen, massimo livello del campionato ceco, e, grazie alle 17 reti e 16 assist, contribuendo già alla sua prima stagione con la squadra della capitale Praga alla conquista del titolo di campione della Repubblica Ceca, il terzo per la società, spezzando l'egemonia delle rivali dello Sparta Praga dopo dieci campionati. Il suo talento, oltre che in campionato anche con la maglia della nazionale, la mette in luce tanto da aggiudicarsi il primo premio nell'edizione 2015 della calciatrice dell'anno.
Le tre stagioni successive la vedono condividere con le compagne la conquista di altri tre titoli di campione della Repubblica Ceca e la sua seconda Coppa della Repubblica Ceca, nonché il suo debutto in UEFA Women's Champions League dalla stagione 2014-2015, torneo dove va a segno per la prima volta ai quarti di finale della stagione successiva, nell'unica marcatura ceca dell'incontro di andata del 23 marzo 2016 travolta 9-1 in casa dell'Olympique Lione. Nei campionati 2016-2017 e 2017-2018 si laurea anche capocannoniere del torneo, rispettivamente con 26 e 24 reti segnate.
Durante la sessione estiva di calciomercato 2020 coglie l'occasione per disputare il suo primo campionato all'estero, sottoscrivendo un accordo con il West Ham United per indossare la maglia del club londinese di Newham per la stagione entrante. Rimane al West Ham per due stagioni, contribuendo nella seconda a far raggiungere il 6º posto in Women's Super League, il migliore risultato ottenuto dalla squadra fino a quel momento.

### Nazionale
Svitková inizia ad essere convocata dalla Federazione calcistica della Repubblica Ceca (Fotbalová asociace České republiky - FAČR) fin dal 2009, inizialmente per vestire la maglia della formazione Under-17 nella doppia amichevole del 27 e 29 agosto con le pari età della Polonia e dove apre le marcature nel secondo incontro terminato sull'1-1. In seguito è inserita in rosa con la formazione che affronta le qualificazioni agli Europei di categoria dal 2011 al 2013, facendo il suo debutto in una competizione ufficiale UEFA il 9 aprile 2011, nell'incontro pareggiato 1-1 con le avversarie dell'Italia nell'ambito del secondo turno di qualificazione dell'edizione 2011. Complessivamente con la maglia della U17 Svitková marca 16 presenze realizzando 18 reti.
Sorpassati i limiti di età, dal 2013 viene chiamata nella formazione Under-19, inserita in rosa nella doppia amichevole del 12 e 14 agosto con le pari età del Belgio e dove apre le marcature nel primo incontro terminato sul 2-0 per le ceche. In seguito viene chiamata per le qualificazioni all'edizione dell'Europeo di Norvegia 2014, ritornando in rosa l'anno seguente per quelle di Israele 2015, fallendo in entrambi i casi l'accesso alle fasi finali. Complessivamente con la maglia della U19 Svitková marca 14 presenze realizzando 6 reti.
Dal 2014 entra a far parte della nazionale maggiore, inserita in rosa con la formazione che affronta l'Italia il 13 febbraio 2014, incontro valido per le qualificazioni ai Mondiali di Canada 2015 e vinto dalle Azzurre per 6-1.

## Statistiche

### Cronologia presenze e reti in nazionale
| Cronologia completa delle presenze e delle reti in nazionale ― Rep. Ceca | Cronologia completa delle presenze e delle reti in nazionale ― Rep. Ceca | Cronologia completa delle presenze e delle reti in nazionale ― Rep. Ceca | Cronologia completa delle presenze e delle reti in nazionale ― Rep. Ceca | Cronologia completa delle presenze e delle reti in nazionale ― Rep. Ceca | Cronologia completa delle presenze e delle reti in nazionale ― Rep. Ceca | Cronologia completa delle presenze e delle reti in nazionale ― Rep. Ceca | Cronologia completa delle presenze e delle reti in nazionale ― Rep. Ceca |
| Data                                                                     | Città                                                                    | In casa                                                                  | Risultato                                                                | Ospiti                                                                   | Competizione                                                             | Reti                                                                     | Note                                                                     |
| ------------------------------------------------------------------------ | ------------------------------------------------------------------------ | ------------------------------------------------------------------------ | ------------------------------------------------------------------------ | ------------------------------------------------------------------------ | ------------------------------------------------------------------------ | ------------------------------------------------------------------------ | ------------------------------------------------------------------------ |
| 13-2-2014                                                                | Novara                                                                   | Italia                                                                   | 6 – 1                                                                    | Rep. Ceca                                                                | Qual. Mondiali 2015                                                      | -                                                                        | 46’                                                                      |
| 26-4-2014                                                                | Olomouc                                                                  | Rep. Ceca                                                                | 6 – 0                                                                    | Estonia                                                                  | Qual. Mondiali 2015                                                      | 1                                                                        | 73’                                                                      |
| 7-5-2014                                                                 | Liberec                                                                  | Rep. Ceca                                                                | 0 – 0                                                                    | Romania                                                                  | Qual. Mondiali 2015                                                      | -                                                                        |                                                                          |
| 14-5-2014                                                                | Praga                                                                    | Rep. Ceca                                                                | 0 – 4                                                                    | Italia                                                                   | Qual. Mondiali 2015                                                      | -                                                                        | 51’ 67’                                                                  |
| 7-6-2014                                                                 | Bruxelles                                                                | Belgio                                                                   | 1 – 1                                                                    | Rep. Ceca                                                                | Amichevole                                                               | 1                                                                        |                                                                          |
| 20-8-2014                                                                | Tallinn                                                                  | Estonia                                                                  | 1 – 4                                                                    | Rep. Ceca                                                                | Qual. Mondiali 2015                                                      | 2                                                                        |                                                                          |
| 17-9-2014                                                                | Chomutov                                                                 | Rep. Ceca                                                                | 0 – 2                                                                    | Spagna                                                                   | Qual. Mondiali 2015                                                      | -                                                                        |                                                                          |
| 11-3-2015                                                                | Paralimni                                                                | Australia                                                                | 6 – 2                                                                    | Rep. Ceca                                                                | Cyprus Cup 2015 - Finale 9º posto                                        | -                                                                        |                                                                          |
| 3-4-2015                                                                 | Madrid                                                                   | Spagna                                                                   | 0 – 1                                                                    | Rep. Ceca                                                                | Amichevole                                                               | -                                                                        |                                                                          |
| 9-4-2015                                                                 | Albufeira                                                                | Portogallo                                                               | 0 – 4                                                                    | Rep. Ceca                                                                | Amichevole                                                               | 1                                                                        |                                                                          |
| 22-9-2015                                                                | Tbilisi                                                                  | Georgia                                                                  | 0 – 3                                                                    | Rep. Ceca                                                                | Qual. Euro 2017                                                          | -                                                                        | 46’                                                                      |
| 1-12-2015                                                                | San Gallo                                                                | Svizzera                                                                 | 5 – 1                                                                    | Rep. Ceca                                                                | Qual. Euro 2017                                                          | 1                                                                        |                                                                          |
| 21-10-2016                                                               | Olomouc                                                                  | Rep. Ceca                                                                | 3 – 2                                                                    | Macedonia del Nord                                                       | Amichevole                                                               | 1                                                                        | 87’                                                                      |
| 24-10-2016                                                               | Bratislava                                                               | Slovacchia                                                               | 1 – 0                                                                    | Rep. Ceca                                                                | Amichevole                                                               | -                                                                        |                                                                          |
| 1-3-2017                                                                 | Nicosia                                                                  | Rep. Ceca                                                                | 0 – 2                                                                    | Irlanda                                                                  | Cyprus Cup 2017 - 1º turno                                               | -                                                                        |                                                                          |
| 3-3-2017                                                                 | Nicosia                                                                  | Galles                                                                   | 0 – 0                                                                    | Rep. Ceca                                                                | Cyprus Cup 2017 - 1º turno                                               | -                                                                        |                                                                          |
| 6-3-2017                                                                 | Paralimni                                                                | Rep. Ceca                                                                | 1 – 2                                                                    | Ungheria                                                                 | Cyprus Cup 2017 - 1º turno                                               | -                                                                        |                                                                          |
| 8-3-2017                                                                 | Larnaca                                                                  | Italia                                                                   | 6 – 2                                                                    | Rep. Ceca                                                                | Cyprus Cup 2017 - Finale 11º posto                                       | 1                                                                        |                                                                          |
| 14-9-2017                                                                | Tórshavn                                                                 | Fær Øer                                                                  | 0 – 8                                                                    | Rep. Ceca                                                                | Qual. Mondiali 2019                                                      | 2                                                                        | 62’                                                                      |
| 19-9-2017                                                                | Karviná                                                                  | Rep. Ceca                                                                | 0 – 1                                                                    | Germania                                                                 | Qual. Mondiali 2019                                                      | -                                                                        |                                                                          |
| 20-10-2017                                                               | Velenje                                                                  | Slovenia                                                                 | 0 – 4                                                                    | Rep. Ceca                                                                | Qual. Mondiali 2019                                                      | 1                                                                        |                                                                          |
| 24-10-2017                                                               | Děčín                                                                    | Rep. Ceca                                                                | 1 – 1                                                                    | Islanda                                                                  | Qual. Mondiali 2019                                                      | -                                                                        | 84’                                                                      |
| 7-4-2018                                                                 | Monaco di Baviera                                                        | Germania                                                                 | 4 – 0                                                                    | Rep. Ceca                                                                | Qual. Mondiali 2019                                                      | -                                                                        |                                                                          |
| 12-6-2018                                                                | Ostrava                                                                  | Rep. Ceca                                                                | 4 – 1                                                                    | Fær Øer                                                                  | Qual. Mondiali 2019                                                      | 1                                                                        |                                                                          |
| 31-8-2018                                                                | Liberec                                                                  | Rep. Ceca                                                                | 2 – 0                                                                    | Slovenia                                                                 | Qual. Mondiali 2019                                                      | 1                                                                        |                                                                          |
| 4-9-2018                                                                 | Reykjavík                                                                | Islanda                                                                  | 1 – 1                                                                    | Rep. Ceca                                                                | Qual. Mondiali 2019                                                      | -                                                                        |                                                                          |
| 13-6-2019                                                                | Ústí nad Labem                                                           | Rep. Ceca                                                                | 2 – 0                                                                    | Irlanda                                                                  | Amichevole                                                               | 1                                                                        |                                                                          |
| 17-6-2019                                                                | Praga                                                                    | Rep. Ceca                                                                | 1 – 0                                                                    | Russia                                                                   | Amichevole                                                               | 1                                                                        | 90+3’                                                                    |
| 30-8-2019                                                                | Chișinău                                                                 | Moldavia                                                                 | 0 – 7                                                                    | Rep. Ceca                                                                | Qual. Euro 2022                                                          | 2                                                                        | 65’                                                                      |
| 8-10-2019                                                                | Teplice                                                                  | Rep. Ceca                                                                | 1 – 5                                                                    | Spagna                                                                   | Qual. Euro 2022                                                          | -                                                                        | 49’                                                                      |
| 7-11-2019                                                                | Baku                                                                     | Azerbaigian                                                              | 0 – 4                                                                    | Rep. Ceca                                                                | Qual. Euro 2022                                                          | 1                                                                        |                                                                          |
| 12-11-2019                                                               | Olomouc                                                                  | Rep. Ceca                                                                | 2 – 3                                                                    | Inghilterra                                                              | Amichevole                                                               | -                                                                        |                                                                          |
| 5-3-2020                                                                 | Larnaca                                                                  | Rep. Ceca                                                                | 1 – 1                                                                    | Finlandia                                                                | Cyprus Cup 2020 - 1º turno                                               | -                                                                        |                                                                          |
| 11-3-2020                                                                | Larnaca                                                                  | Messico                                                                  | 0 – 0                                                                    | Rep. Ceca                                                                | Cyprus Cup 2020 - 1º turno                                               | -                                                                        |                                                                          |
| 18-9-2020                                                                | Kladno                                                                   | Rep. Ceca                                                                | 0 – 0                                                                    | Polonia                                                                  | Qual. Euro 2022                                                          | -                                                                        |                                                                          |
| 22-9-2020                                                                | Danzica                                                                  | Polonia                                                                  | 0 – 2                                                                    | Rep. Ceca                                                                | Qual. Euro 2022                                                          | -                                                                        | 58’                                                                      |
| 23-10-2020                                                               | Madrid                                                                   | Spagna                                                                   | 4 – 0                                                                    | Rep. Ceca                                                                | Qual. Euro 2022                                                          | -                                                                        | 46’                                                                      |
| 27-10-2020                                                               | Plzeň                                                                    | Rep. Ceca                                                                | 3 – 0                                                                    | Azerbaigian                                                              | Qual. Euro 2022                                                          | -                                                                        | 72’                                                                      |
| 1-12-2020                                                                | Chomutov                                                                 | Rep. Ceca                                                                | 7 – 0                                                                    | Moldavia                                                                 | Qual. Euro 2022                                                          | 1                                                                        | 61’                                                                      |
| 9-4-2021                                                                 | Liberec                                                                  | Rep. Ceca                                                                | 1 – 1                                                                    | Svizzera                                                                 | Qual. Euro 2022                                                          | 1                                                                        |                                                                          |
| 13-4-2021                                                                | San Gallo                                                                | Svizzera                                                                 | 1 – 1                                                                    | Rep. Ceca                                                                | Qual. Euro 2022                                                          | 1                                                                        |                                                                          |
| 22-10-2021                                                               | Reykjavík                                                                | Islanda                                                                  | 4 – 0                                                                    | Rep. Ceca                                                                | Qual. Mondiali 2023                                                      | -                                                                        |                                                                          |
| 27-11-2021                                                               | Ostrava                                                                  | Rep. Ceca                                                                | 2 – 2                                                                    | Paesi Bassi                                                              | Qual. Mondiali 2023                                                      | 1                                                                        | 78’                                                                      |
| 18-2-2022                                                                | Carson                                                                   | Stati Uniti                                                              | 0 – 0                                                                    | Rep. Ceca                                                                | Amichevole                                                               | -                                                                        |                                                                          |
| 1-9-2022                                                                 | Nicosia                                                                  | Cipro                                                                    | 0 – 6                                                                    | Rep. Ceca                                                                | Qual. Mondiali 2023                                                      | 1                                                                        | 58’                                                                      |
| 6-9-2022                                                                 | Praga                                                                    | Rep. Ceca                                                                | 7 – 0                                                                    | Bielorussia                                                              | Qual. Mondiali 2023                                                      | 2                                                                        |                                                                          |
| 7-10-2022                                                                | Zlín                                                                     | Rep. Ceca                                                                | 3 – 3                                                                    | Ungheria                                                                 | Amichevole                                                               | -                                                                        | 61’                                                                      |
| 11-10-2022                                                               | Brighton                                                                 | Inghilterra                                                              | 0 – 0                                                                    | Rep. Ceca                                                                | Amichevole                                                               | -                                                                        |                                                                          |
| 25-10-2024                                                               | Velika Gorica                                                            | Bielorussia                                                              | 1 – 8                                                                    | Rep. Ceca                                                                | Qual. Euro 2025                                                          | 2                                                                        | 72’                                                                      |
| 29-11-2024                                                               | Porto                                                                    | Portogallo                                                               | 1 – 1                                                                    | Rep. Ceca                                                                | Qual. Euro 2025                                                          | 1                                                                        |                                                                          |
| 3-12-2024                                                                | Teplice                                                                  | Rep. Ceca                                                                | 1 – 2                                                                    | Portogallo                                                               | Qual. Euro 2025                                                          | 1                                                                        |                                                                          |
| 21-2-2025                                                                | Zagabria                                                                 | Croazia                                                                  | 0 – 4                                                                    | Rep. Ceca                                                                | UEFA Women's Nations League 2025 - 1º turno                              | 1                                                                        | 79’                                                                      |
| 24-2-2025                                                                | Frýdek-Místek                                                            | Rep. Ceca                                                                | 5 – 1                                                                    | Albania                                                                  | UEFA Women's Nations League 2025 - 1º turno                              | 2                                                                        |                                                                          |
| 8-4-2025                                                                 | Ústí nad Labem                                                           | Rep. Ceca                                                                | 1 – 1                                                                    | Ucraina                                                                  | UEFA Women's Nations League 2025 - 1º turno                              | 1                                                                        |                                                                          |
| 30-5-2025                                                                | Chomutov                                                                 | Rep. Ceca                                                                | 5 – 0                                                                    | Croazia                                                                  | UEFA Women's Nations League 2025 - 1º turno                              | 1                                                                        | 46’                                                                      |
| 3-6-2025                                                                 | Scutari                                                                  | Albania                                                                  | 1 – 2                                                                    | Rep. Ceca                                                                | UEFA Women's Nations League 2025 - 1º turno                              | -                                                                        |                                                                          |
| Totale                                                                   |                                                                          | Presenze                                                                 | 54                                                                       |                                                                          | Reti                                                                     | 33                                                                       |                                                                          |

## Palmarès

### Club
- Campionato ceco: 4

Slavia Praga: 2013-2014, 2014-2015, 2015-2016, 2016-2017
- Coppa della Repubblica Ceca femminile: 2

Slavia Praga: 2013-2014, 2015-2016
- Women's FA Cup: 1

Chelsea: 2022-2023

### Individuale
- Capocannoniere del campionato ceco: 2

2016-2017 (26 reti), 2017-2018 (24 reti)